# Kisrákos
Kisrákos is een plaats (község) en gemeente in het Hongaarse comitaat Vas. Kisrákos telt 234 inwoners (2001).